# فرانسیسکن‌ها
فرانسیسکن‌ها (انگلیسی: Franciscans) یک گروه از سائلان دستورهای دینی مرتبط با کلیسای کاتولیک بودند که در ۱۲۰۹ توسط فرانسیس آسیزی بنیان نهاده شد. این دستورها شامل فرقه فرانسیسکن، فرقه سن کلر، و فرقه سوم سنت فرانسیس بود. این دستورها پایبند به آموزه‌ها و رشته‌های معنوی بنیانگذار فرقه و همکاران و پیروان اصلی او، مانند کلر آسیزی، آنتونیوی پادوا و الیزابت مجارستان، و میان بسیاری دیگر بود.

## نام و جمعیت‌شناسی
نام فرقهٔ ابتدایی Ordo Fratrum Minorum (به معنای فرقه برادران کوچکتر) نشات گرفته از نفی اسراف و زیاده روی توسط فرانسیس آسیسی است. فرانسیس پسر یک تاجر ثروتمند پارچه بود ولی ثروت را برای پیجویی کاملتر ایمانش رها کرد. او تمام پیوندها با خانواده اش را قطع کرد و زندگی ای را در همبستگی با برادران مسیحی اش پی گرفت.
فرقه اول
فرقه اول یا فرقه برادران کوچکتر صرفاً فرانسیسکن خوانده می‌شد. این فرقه یک فرقه متشکل از مردان صدقه‌گیر بود که برخیشان ریشه‌شان را به فرانسیس آسیسی می‌رساندند. سینت فرانسیس به پیروانش "Fraticelli" به معنای برادران کوچک می‌گفت. به
برادران فرانسیسکن به‌طور غیررسمی فرایر یا منورایت گفته می‌شود.